# マリーン5清水屋
マリーン5清水屋（マリーンファイブしみずや）は、株式会社マリーン5清水屋が山形県酒田市で運営していた百貨店。
中合清水屋店時代までは日本百貨店協会に加盟していた。
2021年の閉店時まで、日本ショッピングセンター協会に加盟していた。

## 概要

### 創業
1950年（昭和25年）6月に青塚富次郎が有限会社清水屋縫製所を元に株式会社 清水屋百貨店を設立して百貨店を開業したのが起源。
店内で個展を開いた彫刻家・木内克に当時の社長・青塚義一が依頼して制作させた彫刻「人魚之像」を1973年（昭和48年）の改築に合わせて正面に装飾を行ったり、様々な展覧会を開くなど文化面でも熱心な百貨店として著名となった。
1973年（昭和48年）9月1日には大食堂を兼ねて佐藤久一に依頼して『ル・ポットフー』を開設。太田政宏シェフの作る庄内産の食材を生かした「フランス風郷土料理｣を提供し、1974年（昭和49年）10月に訪れた開高健に「今日は生れて初めての体験をしました」と言わしめ、その開高から話を聞いた丸谷才一が自著『食通知ったかぶり』で『裏日本随一のフランス料理』と評価するなど大変な評判となる。
1976年（昭和51年）10月29日に発生した酒田大火では焼失を免れ従来通り営業していたが、1978年（昭和53年）10月にその復興計画に伴い建設されることになった現在の酒田セントラルビル（愛称：マリーン5）に移転した。
しかし、事業規模では「大沼」（山形市）の後塵を拝する事になり、1982年（昭和57年）10月に小売大手のダイエーと資本業務提携した。
1994年（平成6年）9月1日、清水屋は「中合」と合併し、中合による店舗運営開始に伴い店名を「中合清水屋店」に改称。

### 中合からの独立
酒田市の繁華街である「中町」の中核店舗として、そして山形県庄内地方唯一の百貨店として営業していたが、1997年（平成9年）には売上高53億円を記録したのをピークに、ジャスコ酒田南店（現：イオン酒田南店）やイオンモール三川などの郊外型大型店との競合や、リーマン・ショック以降の不況による消費低迷で売上が年々減少。ダイエーグループにおける業績悪化も、「中合清水屋店」の業績悪化に拍車をかけた。
2009年（平成21年）には前年比9.9%減の25.61億円と半分以下に落ち込み、5年連続で経常損失を計上した。その後2011年（平成23年）1月6日、今後も改善が見込めないことを理由に、2012年（平成24年）2月を以て中合が撤退することを表明した。
この発表を受け、2011年（平成23年）1月17日には市・県・商工会議所・地元商店街などからなる「中合清水屋店緊急対策協議会」が設立され、不動産管理会社「マリーン5」を支援して営業継続の道を探ることとなり、日本大学文理学部の仲川秀樹教授らによる「百貨店の重要性と存在価値」をテーマにしたシンポジウム「2011年中町シンポジウム」の開催やフィールドワークなど、様々な支援が行われた。
そして、中合清水屋の入居するセントラルビルの管理会社である株式会社マリーン5が、2011年（平成23年）6月に株式会社マリーン5清水屋に改称。
そのうえで、2012年（平成24年）2月28日、マリーン5清水屋が同年2月23日に中合と部分譲渡契約を結び、営業を引き継ぐことを正式に発表した。
元々中合は撤退後も店舗を残す方向で考えていたことも手伝い、社員80名中73名を引き継ぐなど従業者数も約250名＋新規雇用者4名で、テナント23店も1店を除いて引き続き営業するほか、インショップ形式で展開するアパレル業者などもほぼ全てが営業するなど既存の店舗を最大限引き継ぐ形となった。マリーン5清水屋の新社長には旧：清水屋出身で、取締役などを歴任した成沢五一が就任した他、地元企業も株主に名を連ねた。
同年2月29日に「中合清水屋店」としての営業を終了後、3月1日 - 3月4日までの4日間の休業中にレジなどを入れ替え、3月5日には「マリーン5清水屋」として再出発した。再オープン後も引き続き売り場改装などが継続された後、3月23日にプレオープンとしてテープカットなどのセレモニーを行った。10月3日には半年以上に渡る改装を終えてグランドオープンを迎えた。
その後、2020年（令和2年）1月27日には百貨店協会に加盟していた「大沼」が破産申請を行って閉店したことにより、山形県内では百貨店を名乗る唯一の商業施設となった。

### 破産手続開始
近年は郊外店などに消費者が流れ経営が悪化し、2019年3月期には赤字に転落。さらに、テナントの撤退や新型コロナウイルスの影響により、集客力が低下し、2021年3月期の売上も6億9649万円にまで落ち込んだ。2021年（令和3年）5月23日には代表取締役だった成沢五一が亡くなり、経営体制の再構築を図ったが、1カ月以上、後任の社長が決まらなかった。成沢の死去直後から取引先の間で「営業継続は難しい」との声が聞こえ始める。7月1日に開催した取締役会で監査役だった堀正彦を社長に内定する一方で、営業の終了と自己破産の申請を決めた。
2021年7月15日をもって閉店。8月5日に山形地方裁判所酒田支部へ破産を申請し、8月13日に破産手続開始決定を受けた。負債総額は約9億3700万円。
2024年9月、破産管財人の弁護士は、土地と建物の売却について交渉が難航してまとまらなかったことなどから、破産財団から土地と建物の所有権を放棄する方向で調整していることを明らかにした。県内企業から提示された土地の購入希望価格について地権者の間で意見がわかれ、交渉が難航していたという。
これにより山形県から百貨店が完全消滅した（百貨店協会加盟・非加盟両方とも）。完全消滅のケースは、そごう徳島店の閉店で名実共に百貨店が消えた、徳島県に続いて2例目となる（徳島県では2022年に三越徳島が開業したが、隣県の香川県にある高松三越のサテライトショップ扱いである。よって「名」としては消滅したままだが「実」としては復活している。）。

## リニューアル
外商百貨店系アパレル業者などとの取引を中合から引き継ぎ、外販部員を従来の2倍である12人として、総合スーパーなどと差別化。

### 新規テナントの出店
庄内地区としては最大売場面積（約1000㎡）の書店となる宮脇書店を誘致。
ヤマダ電機FC店（コスモスベリーズ）を誘致。
全国の百貨店としては初めて、直営の「アニメキャラクターグッズ売り場」および「同人誌売場」を新設。商品はアニメイトで取り扱っている商品を販売。
和風料理店「さくら」と『ル・ポットフー』出身の太田政宏監修のレストラン「ロアジス」の2店を新設。
上記2店による惣菜を催事期間中に食品売り場で販売するほか、酒田天然ガスとの共催で太田シェフが講師を務める料理教室を開くなど、地元の協力を得て食関連を強化。

## 設置されているオブジェ

### ふれあいの門
現代美術家・関根伸夫の制作で、1978年（昭和53年）11月15日に酒田市中町第四、五街区モールに設置された酒田大火復興を記念したモニュメント。清水屋の画廊で開いた版画展の際に面識が出来ていた関根に清水屋の常務だった堀正から同年7月に急遽依頼し、10月28日の商店街オープンに間に合わせてマリーン5の隣接地に設置された。

### 人魚之像
彫刻家・木内克（1892年〈明治25年〉 - 1977年〈昭和52年〉）の制作で、1973年（昭和48年）10月に旧清水屋店舗玄関に設置され、その後市に寄付されて酒田大火復興のシンボルとして造成した中央公園内に設置されていたものを、2009年（平成21年）7月2日マリーン5の前に移動した。

## 沿革

### 清水屋
- 1950年（昭和25年）6月 - 株式会社 清水屋として発足する。
- 1969年（昭和44年） - 日本百貨店協会に加盟する[20]。
- 1973年（昭和48年）10月 - 旧店舗増築[6]。旧店舗正面に人魚之像設置[6]。
- 1976年（昭和51年）10月29日 - 近隣で酒田大火が発生するが、店舗の罹災は免れた。
- 1977年（昭和52年）10月 - 現店舗の建設を着工する[9]。
- 1978年（昭和53年）10月29日 - 酒田セントラルビルのキーテナントとして現在の地に移転する[9]。
- 1982年（昭和57年） - 駅前に所在する大沼酒田店（後のダイエー酒田店）などの競争による業績不振により、同じく大丸と業務提携していた株式会社十字屋とともに株式会社ダイエーと資本・業務提携し、十字屋と相互に業務提携を開始する。大丸との業務提携は継続[21]。
- 1994年（平成6年）9月1日 - 株式会社清水屋が福島市の株式会社中合と対等合併し、店名を「中合清水屋店」に改称する。

### 中合清水屋店
- 1994年（平成6年）9月1日 - 中合清水屋店としての営業を開始する。同時に2階・3階婦人服売り場のリニューアルを実施する[22]。
- 2011年（平成23年）1月6日 - 中合が2012年（平成24年）2月29日をもって清水屋店を閉店させることを発表する。
- 2012年（平成24年）
  - 2月23日 - マリーン5と百貨店事業の部分譲渡契約を締結する[13]。
  - 2月29日 - 中合清水屋店が閉店し、営業権を株式会社マリーン5清水屋へ譲渡する。

### マリーン5清水屋
- 1977年（昭和52年）9月 - 株式会社酒田セントラルビルを資本金2000万円で設立[9]。（施設の管理会社として創業）
- 2007年（平成19年）5月 - 商号を株式会社マリーン5に改称[9]。
- 2011年（平成23年）6月 - 中合清水屋店の閉店に先立って、商号を株式会社マリーン5清水屋に改称[9]。
- 2012年（平成24年）　
  - 2月23日 - 中合と百貨店事業の部分譲渡契約を締結[13]。
  - 3月5日 - 中合清水屋店から店舗の営業を引き継ぎ、「マリーン5清水屋」として開業[9]。
  - 3月23日 - 開業セレモニーを経てプレオープン[13]。
  - 10月3日 - 商品入れ替えや改装が完了し、グランドオープン[9]。
- 2021年（令和3年）
  - 5月下旬 - 代表取締役社長の成澤五一が死去[3]。
  - 7月1日 - 監査役の堀正彦が代表取締役社長に選出される[23]。
  - 7月15日 - 経営不振に伴い閉店[24]。
  - 8月13日 - 山形地方裁判所酒田支部から破産手続開始決定を受ける[2]。

## フロアガイド
（出典：フロアガイドHP（2021年7月2日時点））
| 階 | フロア概要                                           |
| -- | ---------------------------------------------------- |
| 6F | ミュージアムホール                                   |
| 5F | レストランと催物のフロア                             |
| 4F | レストランと催物のフロア                             |
| 3F | レディス・メンズファッションのフロア〔駐車場連絡口〕 |
| 2F | レディスファッションと子ども服のフロア               |
| 1F | おしゃれ雑貨と食品のフロア                           |